# Bronx (film)
Pour les articles homonymes, voir Bronx (homonymie).
Pour plus de détails, voir Fiche technique et Distribution.
Bronx (ou Rogue City dans certains pays) est un film français écrit et réalisé par Olivier Marchal, sorti en 2020 sur Netflix,.

## Synopsis
À Marseille, des hommes du clan corse Bastiani commettent un véritable carnage dans un bar de plage. L'enquête est confiée à la BRI de Richard Vronski, policier aux méthodes bien particulières. Cela n'est pas du goût du rival de Vronski, le major Costa de la BRB. C'est alors qu'arrive un nouveau directeur de la police, Ange Leonetti, chargé de mettre de l’ordre dans la ville. Marseille est alors en pleine ébullition : la fille du commissaire flirte avec la BRI, les caïds des quartiers nord menacent les Corses, un témoin-clef est assassiné durant sa garde à vue et l'inspection générale a envoyé une commandante très tenace, Katia de Vrindt. Pour sauver leur peau, Vronski et ses hommes vont tenter de voler une livraison de drogues entre les Corses et des Espagnols. C'est le début d'un engrenage infernal.

## Fiche technique
Sauf indication contraire, les informations mentionnées dans cette section peuvent être confirmées par la base de données cinématographiques IMDb,  présente dans la section « Liens externes ».
- Titre original : Bronx
- Titre international dans certains pays : Rogue City
- Réalisation et scénario : Olivier Marchal
- Décors : Arnaud Putman
- Costumes : Agnès Falque
- Photographie : Denis Rouden
- Musique : Erwann Kermorvant
- Montage : Raphaele Urtin et Camille Delprat
- Production : Sidonie Dumas, Adrian Politowski
- Société de production : Gaumont
- Société de distribution : Netflix
- Budget : 13 millions de dollars[3]
- Pays de production :  France
- Langue originale : français
- Genre : policier, action, drame
- Durée : 116 minutes
- Date de sortie :
  - Monde : 30 octobre 2020 (sur Netflix[4])

## Distribution
- Lannick Gautry : le commandant de la BRI Richard Vronski
- Stanislas Merhar : Willy Kapellian, collègue et ami de Richard
- Kaaris : Max Beaumont
- David Belle : Zach Damato, collègue et ami de Richard
- Patrick Catalifo : le commissaire principal Georges Campana, supérieur et ami de Richard
- Gérard Lanvin : Paul « le vieux » Maranzano
- Jean Reno : le directeur inter-régional de la police judiciaire Ange Leonetti
- Ériq Ebouaney : Stephan Jankovic
- Francis Renaud : Franck Nadal
- Moussa Maaskri : le major Mario Costa de la BRB
- Claudia Cardinale : Catarina Bastiani
- Erika Sainte : Zoé Vronski, épouse de Richard, enceinte
- Catherine Marchal : la commandante de l'IGPN Katia de Vrindt
- Barbara Opsomer : Manon Leonetti, fille d'Ange
- Dani : Angelica Maranzano, épouse de Paul, hospitalisée pour un cancer généralisé
- Alain Figlarz : Santu « le gros » Bastiani, fils de Catarina
- Jeanne Bournaud : Hélène Litvak, médecin amie de Richard
- Cédric Appietto[5] : Antoine Fragaglia
- Pierre-Marie Mosconi : Joseph Bastiani
- Virgile Bramly : Victor Scanga
- Ange Basterga : Thierry Bentz
- Ambre Pietri : Sacha Kapellian
- Michelle Figlarz : Nanou Costa
- Jean-Pierre Sanchez : Rizzo

## Production
Le film est annoncé en mai 2019. Olivier Marchal s'inspire ici en partie de la tuerie du Bar du Téléphone de 1978. Olivier Marchal entre dans la police peu de temps après et sera marqué par cette affaire non résolue et notamment par sa transposition à l'écran avec le film Le Bar du téléphone de Claude Barrois (1980).
Le réalisateur fait ici appel à plusieurs acteurs et actrices avec lesquels il a déjà travaillé avant : Gérard Lanvin, Francis Renaud, Moussa Maaskri, Patrick Catalifo, Dani, Alain Figlarz ou encore sa compagne Catherine Marchal.
Le tournage a lieu à Marseille à l'automne 2019,. Quelques scènes sont tournées dans les locaux du journal La Marseillaise à la prison des Baumettes et dans le quartier du Panier. Au total, l'équipe reste environ deux mois à Marseille. Il a lieu également à Fréjus (Var), Cassis et Fos-sur-Mer (Bouches-du-Rhône). Des scènes sont par ailleurs tournées à Nice.

## Musique
La musique du film est composée par Erwann Kermorvant, qui avait collaboré avec Olivier Marchal pour les séries télévisées Braquo (2006) et Section zéro (2008), et ses deux précédents films Les Lyonnais (2011) et Carbone (2017). Par ailleurs, on peut entendre dans le film plusieurs chansons non originales comme Immortels d'Alain Bashung, Arrah de Mehdi Yz, Where we used to live du Esbjörn Svensson Trio, Fais brandir notre blason de 10kret, In your eyes de Charlotte Day Wilson, Sumiglia d'A Filetta, Thy hand, belinda, darkness shades me et When i am laid in earth de Henry Purcell et CQFD d'IAM.

## Accueil
En France, le film obtient une note moyenne de 2,8⁄5 sur le site AlloCiné, qui recense 9 titres de presse. Du côté des avis positifs, Michel Valentin du Parisien écrit notamment « Après un Carbone inspiré de l'actualité, Olivier Marchal revient à ses fondamentaux dans Bronx : des personnages cabossés, des dilemmes moraux, les ravages de la corruption, les liens du sang… une vraie tragédie grecque saupoudrée de plusieurs scènes d'action décapantes. » Pour Nathalie Simon du Figaro « Lannick Gautry incarne avec brio un flic de l’antigang ». Dans Télé-Loisirs, Thomas Colpaert écrit notamment « La nouvelle réalisation [d'Olivier Marchal] est efficace et mise sur un casting surprenant, avec Lannick Gautry et Kaaris en super flics sur la tangente ». Pour Isabelle Magnier de Télé 7 jours « Olivier Marchal pousse la noirceur jusqu'à la tragédie, quitte à friser la grandiloquence. Il n'empêche, le récit de ces vies violentes, des policiers comme des voyous, se révèle haletant. » Frédéric Strauss de Télérama écrit « Entre propos d’actualité et cinéma de genre, le film trouve son équilibre. Il bénéficie, surtout, d’une distribution parfaite qui, outre les comédiens déjà cités (comme Moussa Maaskri, qui mérite d’être salué une seconde fois), réunit à la fois Stanislas Merhar, le rappeur Kaaris et l’ex-cascadeur David Belle ».
Du côté des avis négatifs, la critique du site Écran large contient notamment « Comme une cuite au pastis, Bronx fait mal par où il passe, mais a la décence de ne pas laisser le moindre souvenir à sa victime ». Dans Le Monde, Philippe Ridet regrette notamment que « moins intéressé par son scénario que par ses personnages, le réalisateur accumule les clichés du polar tragique gonflé de testostérone ». Bruno Deruisseau des Inrockuptibles écrit quant à lui « [Olivier] Marchal rejoue depuis ses débuts la même tragédie complaisante et sans nuance de l'héroïsme rance des forces de l'ordre, dépeinte ici encore telle une bande de bad boys osant tout mais dont la morale cède face à la noirceur du monde ». Dans Première, Thierry Chèze se demande si « la mécanique Marchal s’est enrayée. Une fin de cycle définitive ? [...] Car là où des Depardieu et Auteuil [dans 36 quai des Orfèvres] transcendaient leurs rôles et emmenaient le récit ailleurs, cette bande mal accordée a tendance à le plomber ».

## Distinction
- Festival Polar de Cognac 2020 : Polar du meilleur long métrage francophone[15]

## Autour du film
La tuerie au début du film rappelle la tuerie du Bar du Téléphone : dix personnes assassinées par armes à feu en 1978 dans un bar du 14e arrondissement.
Ce même fait divers a été déjà traité dans le film Le Bar du téléphone réalisé par Claude Barrois en 1980.